# Съветско-финландска война (1941 – 1944)
Съветско-финландската война (1941 – 1944) или Карелската кампания е наименованието на бойните действия между финландските и съветските войски на източния фронт през Втората световна война.
Във финландската история за име на тези военни действия най-често се използва „Война-продължение“ (на финландски: jatkosota), в смисъл продължение на Зимната война от 1939 – 1940 г., като опит да се придаде самостоятелен характер на тази война, и дистанциране от нападението на Германия и нейните съюзници срещу СССР. В руската и съветската история този конфликт не се разглежда като отделна война, а като един от театрите на военните действия през Великата Отечествена война. По аналогичен начин Германия разглежда своите операции в района като съставна част от Втората световна война.

## Предварителни действия

### Балансиране между СССР и Германия
Московският мирен договор от 12 март 1940 г., слагащ край на Зимната война, е приеман от финландците като крайно несправедлив: Финландия губи голяма част от Виипурската провинция (на финландски:Viipurin lääni, неофициално наричана в Руската империя „Стара Финландия“), територии, където в ранното средновековие са обитавали основно угро-финските племена С тази загуба Финландия губи една пета от своята промишленост и около 11% от годната за селскостопанска обработка земя. 12% от населението или около 400 хиляди души им се налага да се преселят от отстъпените на СССР територии. Полуостров Ханко е отдаден под аренда на СССР за военна база. По този начин Финландия успява да съхрани своята независимост и да предотврати окупация от страна на Съветския съюз.
Въпреки подписването на мирен договор с СССР, военното положение е запазено поради разрастващата се Втора световна война в Европа, сложната ситуация с продоволствията и отслабената финландска армия. Страховете за повторна агресия от страна на СССР карат Финландия да започне превъоръжаване на армията и укрепване на новите, следвоенни граници (Линия Салпа). Делът на военните разходи в бюджета за 1940 г. нараства до 45%.
През периода април-юни 1940 г. Германия окупира Норвегия. В резултат Финландия губи доставките си на торове, което в комбинация с намалените селскостопански площи вследствие от Зимната война, води до рязко спадане в производството на хранителни стоки. Част от дефицита покриват от Швеция, a друга част от СССР, които използват проблема с продоволствията, за да оказват влияние на Финландия.
Германската окупация на Норвегия прекъсва преките отношения на Финландия с Англия и Франция. През май 1940 г. Финландия поема курс за възстановяване на добрите отношения с Германия. На пресата е наложена цензура на критиката по отношение на действията на нацистка Германия. След падането на Франция през юни 1940 г. цензурата се усилва.
В периода 14-16 юни 1940 година СССР поставя ултиматуми на Литва, Латвия и Естония. В резултат на приемането им правителствата на тези страни са сменени, а самите страни са окупирани от съветските войски. След известно време СССР изисква от Финландия концесиите върху никеловите рудници в Печенга (по това време Петсамо). В действителност те искат национализацията им от обработващата ги английска компания и изтегляне на военните части от Аландските острови.
На 8 юли след като Швеция подписва с Германия договор за преминаване на войски, СССР изисква от Финландия аналогични права за преминаване до съветската база на полуостров Ханко. Правата за преминаване на войски са предоставени на 6 септември, на 11 октомври е постигнато съгласие за демилитаризацията на Аландските острови, но преговорите, свързани с Печенга, се проточват. СССР изискват и промени относно вътрешната политика на Финландия, например оставката на Вайно Таннер – лидер на финландските социалдемократи, привърженик на парламентаризма и противник на революционните методи за борба.
През това време по заповед на Адолф Хитлер започва разработката на план за нападение на СССР и Финландия придобива интерес за Германия като база за разполагане на войски, операции и като възможен съюзник във войната срещу СССР. В началото на август 1940 г. немското правителство премахва ембаргото за доставка на оръжия за Финландия. Започват преговори за предоставяне на Германия на права за преминаване на войски през територията на страната (аналогични с предоставените на СССР) в замяна на доставки от оръжия и военни материали. За Германия тези действия са в пряко нарушение на пакта Рибентроп-Молотов, а за Финландия на Московския мирен договор.

### По пътя на войната
Преговорите между СССР и Финландия за Петсамо продължават повече от 6 месеца, когато през януари 1941 г. съветското Министерство на външните работи заявява, че решението трябва да се постигне по оперативен път. В този ден СССР прекратява доставките на зърно за Финландия. На 18 януари посолството на СССР във Финландия е отзовано, а в съветските радиопредавания започват нападки срещу Финландия. През това време Хитлер издава заповед немските войски в Норвегия, в случай на нападение на СССР над Финландия, незабавно да окупират Петсамо.
Пролетта на 1941 г. Финландия съвместно с Германия провежда редица срещи, свързани с воденето на съвместни бойни действия срещу СССР. Финландия изказва готовност да се присъедини към Германия с нейната война против СССР при спазване на няколко условия:
- гарантиране независимостта на Финландия;
- връщане на границите с СССР до довоенното (или по-добро) състояние;
- продължение на доставките с продоволствия;
- Финландия да не се проявява като агресор, тя ще се включи във войната едва след нападение от страна на СССР.

През юни в Петсамо започва пристигането на немски войски участващи в операция Барбароса. На 18 юни във Финландия започва тайна мобилизация. На 20 юни приключва придвижването на финландските войски към съветски-финландската граница, а правителството на Финландия издава заповед за евакуацията на 45 000 души, които живеят в пограничните територии. На 21 юни началникът на финландския генерален щаб Ерик Хейнрикс, получава официално съобщение от немските си колеги за започващата атака срещу СССР.

## Разположение на силите

### Финландия
- Югоизточната армия с командващ Ерик Хейнрикс е разположена в Карелския провлак. В нейния състав влизат 6 дивизии и 1 бригада. Нейната цел е превземането на Карелския провлак и възстановяване на границата на страната от 1939 година.
- Карелска армия с командващ Карл Леннарт Ойсч. В нейния състав влизат 5 дивизии и 3 бригади. Нейната задача е овладяване на Източна Карелия и настъпление в посока Петрозаводск и Олонец.
- Финландските военновъздушни сили наброявали около 300 самолета.

### СССР
На 24 юни 1941 г. е създаден Северният фронт, за отбрана на Карелия и полярните територии, на 23 август той е разделен на Карелски и Ленинградски фронт.
- 23-та армия от Ленинградския фронт е разположена в Карелския провлак. В нейния състав влизат 7 дивизии (от тях 3 танкови и моторизирани).
- 7-а армия от Карелския фронт е разположена в източна Карелия. В нейния състав слизат 4 дивизии.
- Военновъздушните сили на Северния фронт наброяват около 700 самолета.

## Начало на войната
Операция Барбароса започва вечерта на 21 юни в северно Балтийско море, когато немските ескадрени миноносци, разположени във финландските пристанища, поставят две големи минни полета във Финския залив. Тези минни полета успяват да ограничат действията на Балтийския флот до източните части на Финския залив. По-късно същата вечер немски бомбардировачи прелитат над Финския залив и минират пристанището на Ленинград и река Нева. По обратния път самолетите презареждат на едно от финландските летища.
Сутринта на 22 юни финландската армия окупира Аланд. Персоналът на съветското консулство в Аланд (31 души) е арестуван, което е грубо нарушение на статуса на дипломатическите представители. Предприетата атака със съветски бомбардировачи срещу финландски кораби е неуспешна.
Сутринта на 22 юни немските войски, разквартирувани в Норвегия, започват придвижване към съветско-финландската граница в района на Петсамо. Финландия не позволява пряко немско нападение от своята територия, затова немските части в Петсамо и Сала са принудени да се въздържат от атаки през границата. Случват се епизодични престрелки между съветски и финландски граничари, но като цяло по съветско-финландската граница се запазва спокойна обстановка.
Рано на 22 юни бомбардировачи на Луфтвафе използват финландските летища като база за презареждане преди завръщането им в Германия. През този ден два хидропланa оставят 16 финландски диверсанта, облечени в немски униформи, в близост до шлюза на Беломорско-Балтийския канал. Целта им е да взривят шлюза, но поради силната охрана това не им се удава.
През този ден три финландски подводници поставят мини по естонското крайбрежие, а техните командири имат заповед да атакуват съветските кораби в случай на среща.
На 23 юни Молотов привиква при себе си финландския посланик. Молотов изисква от Финландия твърд отговор за нейната позиция – ще приеме ли тя страната на Германия или ще се придържа към неутралитет. Желае ли Финландия да има сред враговете си Съветския съюз с неговото двестамилионно население, а вероятно и Англия? Молотов обвинява Финландия за бомбардировките над Ханко и полетите над Ленинград. Посланикът отказва да обяснява действията на Финландия.
На 24 юни главнокомандващият сухопътните войски на Германия дава инструкции на представителите на немското командване на служба във финландската армия, които гласят, че Финландия трябва да се подготви за начало на операции в източната част на Ладожкото езеро.
В ранното утро на 25 юни съветското командване решава да нанесе масиран авиоудар срещу 18 летища във Финландия с участието на около 460 самолета. На 25 юни е свикана сесия на финландския парламент, на която според мемоарите на Манерхайм министър-председателят Йохан Рангел е трябвало да направи изявление, свързано със запазването на неутралитета на Финландия в съветско-германския конфликт, но съветските бомбардировки го принуждават да обяви, че Финландия отново се намира в състояние на война с СССР.

## Финландското настъпление през 1941 година
В периода юли–август 1941 г. финландската армия в течение на редица операции окупира всички територии, отстъпени на СССР след края на Зимната война, което се смята от финландците като напълно оправдани действия за връщане на неотдавна загубените територии. В същото време Манерхайм заявява, че ... през 1918 година обещах на финландците и жителите на източна Карелия, че няма да прибера меча си в ножницата, докато Финландия и източна Карелия не бъдат освободени. Подобни публични изявления за планове за окупиране на територии (източна Карелия), които никога не са принадлежали на Финландия (въпреки сходните етнически корени), се приемат във Финландия като сигнал за агресивния характер на войната.
На 26 юни финландска канонерска лодка напада и потапя ТЩ-283. На 31 август финландците достигат старата съветско-финландска граница до Ленинград, там те затварят кръга на обсадата на града от север. Блокадата на Ленинград продължава 900 дни и довежда до гибелта, по различни данни, на между 400 хиляди и 1 милион души, сред които преобладаващото мнозинство (97 %) умира от глад.
В този ден Манерхайм дава заповед на войските, разположени в Карелския провлак, да преминат в отбрана по линията на старата съветско-финландска граница.
- Съгласно мемоарите на Манерхайм, финландското правителство в този момент не е било единно по повод пресичането на старата съветско-финландска граница, на което особено силно се противопоставят социалдемократите. Безопасността на Ленинград е била основният мотив на СССР за започване на Зимната война и пресичането би означавало косвено признание на техните опасения.[15]
- В допълнение, както отбелязва А. Б. Широкорад[18], продължението на настъплението в посока Ленинград би означавало атака срещу добре подготвени укрепления, Карелски укрепления, за което финландците не са готови.

Съветското командване бързо почувствало отслабването на натиска във финландския участък и на 5 септември изтегля 2 дивизии, отбраняващи Карелския провлак, и ги изпраща на юг срещу немците.
На 4 септември финландската армия започва операция за окупация на източна Карелия, и в утрото на 7 септември предните части на финландската армия достигат река Свир. На 1 октомври съветските части напускат град Петрозаводск. В началото на декември финландците достигат и прекъсват Беломорско-Балтийския канал.
Немските войски в полярната област правят опит да превземат Мурманск и да прекъснат Мурманската железопътна линия, но той се проваля заради липсата на опит на немците с войната в арктични условия и слабото планиране на операцията.
В края на 1941 година линията на съветско-финландския фронт се стабилизира и запазва своя вид до лятото на 1944 година.

## Политически събития през 1941 – 1943 година
В края на август 1941 година финландските войски достигат старата граница по цялото ѝ протежение. Пресичането на границата през септември води до противоречия в армията, правителството, парламента и обществото.
Влошават се международните отношения, особено с Великобритания и Швеция, чиито правителства през май–юни получават уверения от Витинг (министър на Министерството на външните работи), че Финландия няма никакви планове за съвместни действия с Германия в тяхната военна кампания. Всички приготовления са описани като чисто отбранителни.
През юли Англия започва блокада на Финландия. На 31 юли британските военновъздушни сили бомбардират немските войски в сектора Петсамо.
На 11 септември Витинг осведомява посланика на САЩ във Финландия Артур Шенфийлд, че настъплението в Карелския провлак е прекратено при достигане на старата (до Зимната война) граница и че при никакви обстоятелства Финландия няма да приема участие в атаките срещу Ленинград, а ще поддържа статична отбрана в очакване на политическо решение на конфликта. Витинг обръща внимание на Шенфийлд, че Германия не трябва да узнава за този разговор.
На 22 септември британското правителство под заплахата от война изисква от правителството на Финландия да се изгонят всички немски войски от нейната територия и финландската войска да се изтегли от източна Карелия до границата от 1939 година. Войната е обявена на 5 декември, а от британските колонии на 6 декември 1941 година.
В края на 1941 г. фронтовата линия се стабилизира. Немските неуспехи при Москва показват на финландците, че тази война няма да завърши скоро, което води до спад в бойния дух на армията. Освен това излизането от войната посредством мир с СССР не е било възможно, тъй като това би довело до изостряне на отношенията с Германия и възможна окупация на Финландия. Финландия провежда частична демобилизация на армията и преминава в отбрана на фронтовата линия.
Финландия започва активни опити за сключване на мир през февруари 1943 година, след поражението на немците в битката при Сталинград. На 2 февруари капитулират остатъците на 6-а немска армия и на 9 февруари висшето ръководство на Финландия организира тайно заседание на парламента, на което е заявено:
„Силите на немците безспорно започват да се изчерпват... през зимата Германия и нейните съюзници губят близо 60 дивизии. Едва ли ще успеят да попълнят тези загуби. Съдбата на нашата страна до този момент бе свързана с победата на германските оръжия, но във връзка с текущата ситуация е по-добре да приемем възможността, че ще бъдем принудени да подпишем мирен договор с Москва. Финландия няма свобода за определяне на собствена външнополитическа линия и затова е длъжна да продължи борбата.“
Последователност на събитията във Финландия до края на 1943 година:
- На 15 февруари социалдемократите излизат със заявление, в което се акцентира, че Финландия има право да излезе от войната в момент, който сметне за желан и възможен.
- На 20 март Министерството на външните работи на САЩ официално предлага своята помощ за изход на Финландия от войната. Предложението е отхвърлено преждевременно.
- През март Германия изисква от Финландия да подпише официален договор за военен съюз с Германия, под заплаха прекъсване на доставките с оръжия и продоволствия. Финландците отказват, след което е отзован немският посланик във Финландия.
- В началото на юни Германия прекратява доставките, но това не променя позицията на финландците. Доставките са възобновени в края на месеца без каквито и да било условия.
- В края на юни по инициатива на Манерхайм е разпуснат финландският СС батальон, сформиран от доброволци през пролетта на 1941 година (участва в боевете срещу СССР в състава на 5-a танкова СС дивизия Викинг).
- През юли започват контакти на Финландия с СССР чрез съветското посолство в Швеция (оглавявано през това време от Александра Колонтай).
- Есента на 1943 година 33 души, сред които известни граждани на Финландия, сред тях няколко депутати от парламента, изпращат на президента писмо с молба правителството да вземе мерки за сключване на мир. Писмото, известно като Обръщение трийсет и три, е публикувано в шведската преса.
- В началото на ноември социалдемократическата партия излиза с ново заявление, където подчертава правото на Финландия да излезе от войната по свое желание, но и отбелязват, че съответните стъпки трябва да бъдат предприети без отлагане.

## Съветското настъпление през лятото на 1944 година и излизането на Финландия от войната

### Политически събития януари-май1944година
- През януари–февруари СССР провежда успешни операции за пълно премахване блокадата на Ленинград.
- През февруари съветската авиация с голям обсег предприема три масирани бомбардировки над Хелзинки (нощта на 6/7, 16/17, 26/27 февруари, повече от 6000 излитания). Пораженията са малки – в рамките на града падат едва 5% от хвърлените бомби.[22][23]
- На 16 март президентът на САЩ Франклин Делано Рузвелт публично изказва желанието си Финландия да излезе от войната.
- На 20 март немските войски окупират Унгария, след като тя започва да проверява със западните държави възможностите за сключване на мир.[24]
- На 1 април със завръщането на финландската делегация от Москва, стават известни условията на съветското правителство:
  - Граница съгласно Московския мирен договор от 1940 година;
  - Интерниране на немските части, намиращи се във Финландия, до края на април;
  - Репарации в размер на 600 милиона щатски долара, които да бъдат изплатени в продължение на 5 години.

Пречка се оказва въпросът за репарациите – след спешно проведен анализ за възможностите на финландската икономика, размера и срока, удовлетворяването на репарациите се признава за непостижимо.

### Съветското настъпление
На 9 юни започва Виборгско-Петрозаводската операция. Съветската войска с използване на голям брой артилерия, авиация и танкове, а също и активна поддръжка от страна на Балтийския флот, пробива една след друга защитните линии на финландците в Карелския провлак и на 20 юни започва атака на Виборг.
Финската войска се оттегля на третата отбранителна линия Виборг-Купарсари-Тайпале (известна като линия ВКТ) и там с всички докарани подкрепления от източна Карелия успяват да организират силна отбрана. Това отслабва частите, разположени в източна Карелия, където на 21 юни съветските войски минават в настъпление и на 28 юни освобождават Петрозаводск.
На 19 юни маршал Манерхайм се обръща към войските и ги призовава да удържат третата отбранителна линия. Пробив в тези позиции, – подчертава той, – може значително да отслаби нашите възможности за отбрана.
През целия период на съветското настъпление Финландия силно се нуждае от ефективни противотанкови средства срещу съветските танкове. Такива средства може да предостави Германия, която в замяна иска Финландия да подпише договор, че няма да сключва мир с СССР. С тази мисия на 22 юни в Хелзинки идва министърът на външните работи на Германия Йоаким фон Рибентроп.
Вечерта на 23 юни, докато Рибентроп е все още в Хелзинки, финландското правителство получава от съветското правителство чрез Стокхолм записка със следното съдържание:
| „ | Тъй като финландците няколко пъти ни мамят, искаме правителството на Финландия да ни осигури изявление подписано от президента и министъра на външните работи, че Финландия е готова да се предаде и да се обърне към съветското правителство с молба за мир. Ако получи от правителството на Финландия тази информация, Москва е готова да приеме финландската делегация. | “ |

Ръководството на Финландия е изправено пред избор – необходимост от това да избере да се предаде безусловно на СССР, или да подпише съюз с Германия, което би увеличило шансовете за създаване на предпоставки за сключване на приемлив мир без условия. Въпреки това финландците не желаят да се обвързват с Германия.
Този проблем е решен от подписаното от президента на Финландия Ристо Рюти писмо, в което е написано, че нито той, нито неговото правителство няма да действат в посока сключването на мир, който не би одобрила Германия. На 26 юни 1944 година президентът лично подписва това изявление.
На фронта от 20 до 24 юни съветските войски неуспешно се опитват да пробият линията ВКТ. В процеса на тези атаки се разкрива слабо място в отбраната – в близост до селището Тали, където местността е подходяща за използване на танкове. На 25 юни в този участък съветското командване използва голямо количество бронетехника, което позволява да се направи пробив във финландската отбрана с дълбочина 4 – 6 километра. След четири дни непрестанни боеве финландската армия изтегля линията на фронта назад, по двете страни на пробива и заема позиции на удобната, но незащитена линия Ихантала.
На 30 юни се води решаващо сражение при Ихантала. 6-а дивизия, последната финландска част, превозена от източна Карелия навреме, успява да заеме позиции и да стабилизира отбраната – финландската отбрана устоява, за изненада дори на самите финландци.
От 1 до 7 юли се правят опити за десант през Виборгския залив във фланга на линията ВКТ, при което са окупирани известен брой острови в залива. Десантът на брега е отбит от финландците.
На 9 юли се прави последен опит за пробив в линията ВКТ – под прикритието на димна завеса съветската войска пресича река Вуокси и създава плацдарм на противоположния бряг. Финландските контраатаки не успяват да ликвидират плацдарма, но не му позволяват и да се разшири. Боевете в този участък продължават до 20 юли. Опитите да форсира реката на други места са отблъснати от финландците.
На 12 юли 1944 г. заповед на главното командване нарежда Ленинградският фронт да премине в отбрана на достигнатата фронтова линия.

### Излизане на Финландия от войната
- На 1 август президентът Рюти се оттегля от своя пост. На 4 август финландският парламент приема клетвата на Манерхайм при поемането му на президентския пост.
- На 25 август финландците правят запитване (чрез посланика на СССР в Стокхолм) при какви условия е възможен техният изход от войната. Съветското правителство изпраща две (съгласувани с Великобритания и САЩ) условия:
  - незабавно прекъсване на отношенията с Германия;
  - изтегляне на немските войски до 15 септември, а при отказ – интерниране.

Не се повдигат изисквания за безусловна капитулация.
- На 2 септември Манерхайм пише писмо на Хитлер с официално предупреждение за излизане на Финландия от войната.
- На 3 септември финландците започват придвижване на войски от съветския фронт на север към Качни и Оулу, където са разположени немски части.
- На 7 септември финландците започват евакуация на население от Северна Финландия на юг или в Швеция.
- На 15 септември немците изискват от финландците да им предадат остров Хогланд и след техния отказ се опитват да го превземат насила. Започва Лапландската война.
- Примирието с СССР се подписва в Москва на 19 септември. На Финландия ѝ се налага да приеме много условия:
  - връщане на границите от 1940 година с допълнителни отстъпки към Съветския съюз в сектора Петсамо;
  - даване под аренда на СССР на полуострова Поркала (разположен в близост до Хелзинки) за период от 50 години (върнат на финландците през 1956 година);
  - предоставяне на СССР на право за преминаване на войски през Финландия;
  - репарации в размер на 300 милиона щатски долара, които е трябвало да бъдат изплатени в течение на 6 години[26].

## Резултати от войната
В хода на финландското настъпление е окупирана съветската източна Карелия, която никога не е била част от Финландия, но исторически е била населена и с угро-фински народи. В Карелия е установен режим на терор, насочен срещу нефинландско говорещото население на тази територия.
От 64 188 съветски военнопленници, които преминават през финландските концентрационни лагери, по данни на финландците умират 18 318. В допълнение в тези лагери са затворени 24 000 души от цивилното население, сред които етнически руснаци, от които по финландски данни, около 4000 умират от глад.
Финландските войски през 1941 – 1944 година обезпечават блокадата на Ленинград от север. На 11 септември 1941 година президентът на Финландия Рюти заявява на германския посланик в Хелзинки:
| „ | Ако Петербург не продължи да съществува като значителен град, то река Нева би била най-добрият избор за граница в Карелския провлак... Ленинград трябва да се ликвидира като важен град.. | “ |

Военните действия между съветските и финландските войски приключват на 4 септември 1944 година, когато влиза в сила заповедта на финландското главно командване за прекратяване на бойните действия по всички фронтове. Спогодбата за примирие е подписана в Москва на 19 септември. Немците, повечето от чиито военни части се намират в Северна Финландия, не пожелават да напуснат страната и в резултат финландската армия съвместно с Червената армия води срещу тях бойни действия, които завършват едва през април 1945 г. (Лапландска война).
Мирният договор между Финландия и СССР е подписан в Париж 10 февруари 1947 година.
За резюме на резултатите от войната за Финландия може да се използва цитат от обзора за Финландия от библиотеката на Конгреса на САЩ:
Въпреки значителните загуби, нанесени от войната, Финландия успява да запази своята независимост. Освен това ако СССР е била заинтересована, няма съмнение че Финландия е щяла да загуби своята независимост. Финландия излиза от войната с разбиране за този факт и е настроена за създаване на нови и конструктивни отношения с СССР. 

## Тълкуване на войната във финландската история
Още през 1940-те години възниква теорията, съгласно която Финландия е била просто жертва и скоро получава официален статус във финландската история (на финландски: ajopuuteoria). Поради критики от чуждестранни историци (не от Съветския съюз) тази официална теория от 1960-те години е заменена с малко по-умерена версия (на финландски: koskiveneteoria), но и според нея Финландия е по-скоро жертва на ситуацията и не е имала възможност да избегне войната. Архив на оригинала от 2007-09-25 в Wayback Machine. Днес все още някои финландци искат връщане на довоенните територии.